# Seán Mac Diarmada

Seán Mac Diarmada (englisch Seán MacDermott; * 28. Februar 1883 in Kiltyclogher, County Leitrim; † 12. Mai 1916 in Dublin) war ein irischer Politiker und Revolutionsführer. Er war einer von sieben Anführern des Osteraufstands 1916, den er als Mitglied des Militärkomitees der Irischen Republikanischen Bruderschaft zu organisieren half, und er war einer der Unterzeichner der Oster-Proklamation. Er wurde nach der Niederschlagung des Aufstandes hingerichtet.

## Biographie
Mac Diarmada wuchs im ländlichen Norden des County Leitrim auf und erhielt seine Schulbildung durch die Christian Brothers. 1908 zog er nach Dublin, bereits seit langem involviert in irische Unabhängigkeits- und Kulturorganisationen wie der Sinn Féin, der Irischen Republikanischen Bruderschaft (IRB), dem Ancient Order of Hibernians und Conradh na Gaeilge. Er wurde ein enger Freund von Tom Clarke und stieg rasch in den Obersten Rat der IRB auf und wurde schließlich deren Sekretär. Er war landesweiter Organisator der Sinn Féin und wurde 1910 Geschäftsführer der radikalen Zeitung Irish Freedom. Mac Diarmada erkrankte an Poliomyelitis und musste seither an einem Stock gehen.
Im November 1913 wurde Mac Diarmada Gründungsmitglied der Irish Volunteers und brachte diese Organisation unter Kontrolle der IRB. Im Mai 1915 wurde Mac Diarmada in Tuam, unter dem Defence of the Realm Act verhaftet, weil er eine Rede gegen die Anwerbung von Iren in die British Army hielt.

## Osteraufstand

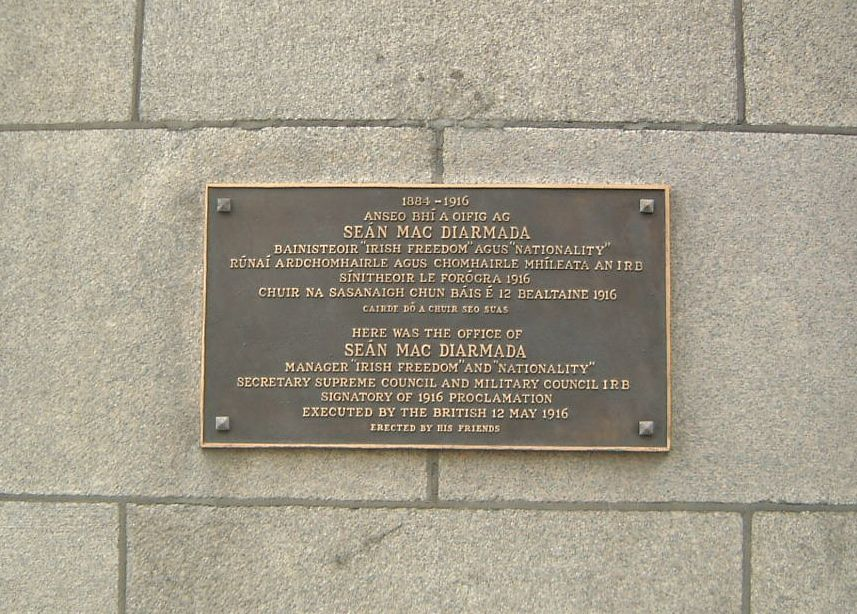
Plakette in Dublin am Gebäude seines Büros

Nach seiner Entlassung aus der Haft im September 1915 wurde er Mitglied des geheimen Militärkomitees der IRB, welches für die Planung des Osteraufstandes verantwortlich war. Mac Diarmada und Clarke waren hierbei die Hauptverantwortlichen.
Wegen seiner Behinderung nahm Mac Diarmada nur wenig an den Kämpfen in der Osterwoche teil und war im Hauptquartier im General Post Office stationiert. Nach der Aufgabe entkam er fast, indem er sich unter die große Zahl der Gefangenen mischte. Er wurde schließlich von Daniel Hoey, Kriminalbeamter der politischen „G Division“ der Dubliner Polizei, erkannt. Nach einem Kriegsgericht am 9. Mai wurde Mac Diarmada in Kilmainham Gaol durch ein Erschießungskommando am 12. Mai im Alter von 33 Jahren hingerichtet.
Vor seiner Hinrichtung schrieb Mac Diarmada: „I feel happiness the like of which I have never experienced. I die that the Irish nation might live!“ („Ich fühle Glück derart, wie ich es nie zuvor erlebte. Ich sterbe, damit die Irische Nation leben kann.“)
Im September 1919 wurde Hoey durch Michael Collins’ IRA-Einheit „The Squad“ erschossen. Ebenso wurde auf Collins’ Anordnung der britische Offizier Lee-Wilson getötet, der befohlen hatte, dass Mac Diarmada eher erschossen werden sollte als inhaftiert.

## Gedenken
Seán MacDermott Street (Sráid Sheáin Mhic Dhiarmada) in Dublin ist nach ihm benannt, ebenso der Bahnhof in Sligo und Páirc Sheáin Mhic Dhiarmada, das Stadion der GAA in Carrick-on-Shannon. In seinem Heimatort Kiltyclogher wurde eine Statue im Dorfzentrum errichtet; das Haus im Townland Laghty Barr, in dem er seine Kindheit verbrachte, wurde zum Nationalen Monument erklärt.